# Spathius leptothecus
Spathius leptothecus är en stekelart som beskrevs av Cameron 1908. Spathius leptothecus ingår i släktet Spathius och familjen bracksteklar. Inga underarter finns listade i Catalogue of Life.